# Nuking the fridge
Nuking the fridge oder auch The nuked fridge (übersetzt etwa: der nuklear gesprengte Kühlschrank) ist eine Redewendung aus dem Filmbereich. Der Ausdruck bezeichnet den Moment einer Serie oder eines Films, in dem die Handlung so offensichtlich realitätsfern wird, dass der Verlauf der Ereignisse nur bei willentlicher Aussetzung der Ungläubigkeit als sinnvoll betrachtet werden kann und der ursprüngliche Anspruch des Films durch die Absurdität der Szene ins Lächerliche abgleitet. Nuking the fridge dient in etwa als Synonym für „ein Film-Franchise ruinieren“.

## Entstehung
Der Begriff geht zurück auf eine Szene aus dem Film Indiana Jones und das Königreich des Kristallschädels, in der der Protagonist versucht, sich in einem bleiverkleideten Kühlschrank vor einer Atombombenexplosion zu retten, und kurz darauf tatsächlich darin aus dem nuklearen Testgebiet geschleudert wird, während alle sonstigen Gebilde völlig zerstört werden. Ohne nennenswerte Verletzungen entsteigt Indiana Jones dem Kühlschrank, während im Hintergrund in mehreren Kilometern Entfernung ein Atompilz zu sehen ist. Die Szene ist wohl eine Anspielung des Regisseurs Steven Spielberg auf ein frühes Konzept für den Film Zurück in die Zukunft, den er 1985 produzierte. Im Finale dieses frühen Entwurfs bringt die Hauptfigur Marty die hier noch wesentlich kompaktere Zeitmaschine an einem Kühlschrank an, der auf ein Atombombentestgelände in Nevada verfrachtet wird. In diesem Kühlschrank überlebt Marty schließlich einen Bombentest. Auch spätere Versionen, in denen die Zeitmaschine bereits wie im späteren Film zu einem DeLorean umgeschrieben wurde, enthalten noch eine Szene auf dem Testgelände, die aus Kostengründen letztlich jedoch völlig gestrichen wurde. Diese Szene soll auch der ursprüngliche Grund für die Beteiligung der Spezialeffektfirma Industrial Light & Magic am Film gewesen sein, der ansonsten wenig Spezialeffektszenen enthält und im Gegensatz zu seinen Fortsetzungen landläufig nicht als Effektfilm angesehen wird.
Es ist nicht vollständig bekannt, wo und zu welchem Zeitpunkt der Ausdruck Nuking the fridge tatsächlich zum ersten Mal verwendet wurde. Am 24. Mai 2008, zwei Tage nach der Weltpremiere des oben erwähnten vierten Teils der Indiana-Jones-Reihe, tauchte der Begriff in Online-Filmforen auf und verbreitete sich schnell innerhalb des Internets. Eine Reihe von Filmkritikern übernahm den Ausdruck als Analogie zum gebräuchlichen Jumping the shark und beschrieben damit diese Szene als den Augenblick, in dem die Indiana-Jones-Filmreihe die Erfolgsspur verlassen habe und auf übertrieben alberne Effekte zurückgriff.
Filmkritiker begannen auch, in anderen Filmen/Filmreihen Nuked fridges auszumachen, um damit den Beginn des Niedergangs der Story bzw. des Franchise zu terminieren.

## Kritik
Nach Ansicht einiger Kritiker ist der Begriff lediglich eine neue Umschreibung des bekannten Jumping-the-shark-Phänomens und kein eigenständiger Begriff. Von verschiedenen Seiten wurde zudem auf die Tatsache hingewiesen, dass bereits in den vorangegangenen Teilen der Indiana-Jones-Reihe Ereignisse auftraten, die physikalisch unmöglich sind, und die kritisierte Szene daher keinen wirklichen Bruch in der Erzählweise darstelle. Schauspieler Shia LaBeouf wies darauf hin, dass sich nicht die Logik der Filme, sondern das Zuschauerverhalten seit den 1980er Jahren verändert habe. Drehbuchautor George Lucas erklärte, er habe die Szene nach Einwänden von Regisseur Spielberg prüfen lassen, und nach Ansicht „einer Menge Wissenschaftler“ läge die Chance, die dargestellte Szene tatsächlich zu überleben, bei „50:50“.

## Rezeption
Im Internet lässt sich für zahlreiche Webforen die Verwendung des Ausdrucks belegen, es ist jedoch bislang nicht untersucht, inwieweit der Begriff bereits in den allgemeinen Sprachgebrauch übergegangen ist. Vor allem in angelsächsischen Medien erlangte die Formulierung Verbreitung und wurde auch von Sprachgesellschaften angenommen.
Die American Dialect Society erwähnte den Begriff in ihrer Wahl zum Word of the Year (Wort des Jahres) 2008. Im 6. Jahresbericht von Global Language Monitor rangiert Nuke the fridge 2008 auf Platz 3 der „HollyWords“, der Worte aus Hollywood, die die englische Sprache am meisten beeinflusst haben. Bei der Wahl der „Buzz Words“ 2008 im TIME Magazine erreichte der Ausdruck Platz 5.
Die christliche Ska-Band Sounds of Salvation veröffentlichte 2011 ein Album unter dem Titel Nuking the Fridge.
Die norddeutsche Punkrock-Band Nuking the Fridge ist ebenfalls nach der Redewendung benannt.